# Kerri Green

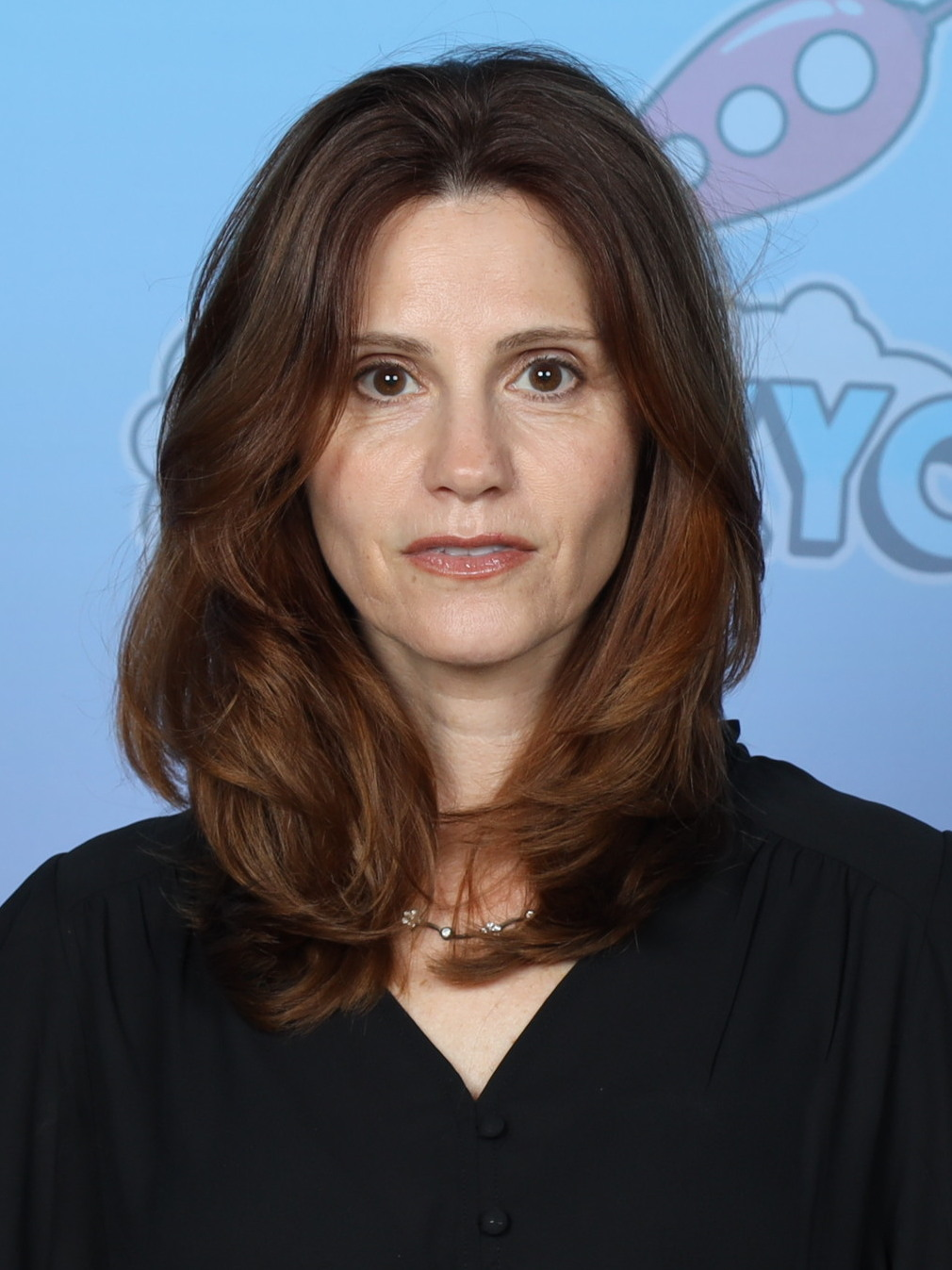
Kerri Green auf der
GalaxyCon im Jahr 2023

Kerri Lee Green (* 14. Januar 1967 in Fort Lee, New Jersey) ist eine US-amerikanische Filmschauspielerin und Filmemacherin.

## Leben
Kerri Green wurde 1985 als Jugendliche in der Rolle der Andrea „Andy“ Carmichael in dem US-amerikanischen Jugendfilm Die Goonies bekannt. An der Seite von John Candy spielte sie noch im selben Jahr in dem Spielfilm Ein total verrückter Sommer. Als Schauspielerin konnte sie sich bei den Kritikern mit ihrer Rolle in dem Spielfilm Lucas an der Seite von Corey Haim durchsetzen. Ihr folgender Film Drei auf dem Highway – Three for the Road (mit Charlie Sheen und Alan Ruck) erwies sich jedoch als kommerziell nicht erfolgreich. Sie spielte in der Folge unter anderem in Independentfilmen, Fernsehfilmen sowie in der Fernsehserie Verrückt nach dir. Seit Mitte der 1990er-Jahre stand sie nur noch in großen Zeitabständen vor der Kamera.
Ende der 1980er-Jahre studierte Green Kunst am Vassar College bei New York City. Sie gründete in den 1990er-Jahren die Produktionsfirma Independent Woman Artists mit. 1999 inszenierte Green für das Produktionsstudio The Asylum den Film Bellyfruit über Teenagerschwangerschaften, für den sie auch das Drehbuch verfasste. Die Produktion blieb bisher ihre einzige Regiearbeit.
Green lebt in Los Angeles, mit ihrem Ehemann hat sie zwei Kinder.

## Filmografie
- 1985: Die Goonies (The Goonies)
- 1985: Ein total verrückter Sommer (Summer Rental)
- 1986: Lucas
- 1987: Disney-Land (Disneyland, Fernsehserie, eine Folge)
- 1987: Drei auf dem Highway – Three for the Road (Three for the Road)
- 1989: Junge Schicksale (ABC Afterschool Specials, Fernsehserie, eine Folge)
- 1990: In der Hitze der Nacht (In the Heat of the Night, Fernsehserie, eine Folge)
- 1992: Unter der Last der Beweise (The Burden of Proof, Fernsehfilm)
- 1992: Verrückt nach dir (Mad About You, Fernsehserie, zwei Folgen)
- 1993: Böses Blut (Tainted Blood, Fernsehfilm)
- 1993: Blue Flame
- 1994: Cafe Americain (Fernsehserie, eine Folge)
- 1994: Mord ist ihr Hobby (Murder, She Wrote, Fernsehserie, eine Folge)
- 1999: Bellyfruit (als Regisseurin und Drehbuchautorin)
- 2000: Emergency Room – Die Notaufnahme (ER, Fernsehserie, eine Folge)
- 2001: Law & Order: Special Victims Unit (Fernsehserie, eine Folge)
- 2012: Complacent